# Стільсько (городище)

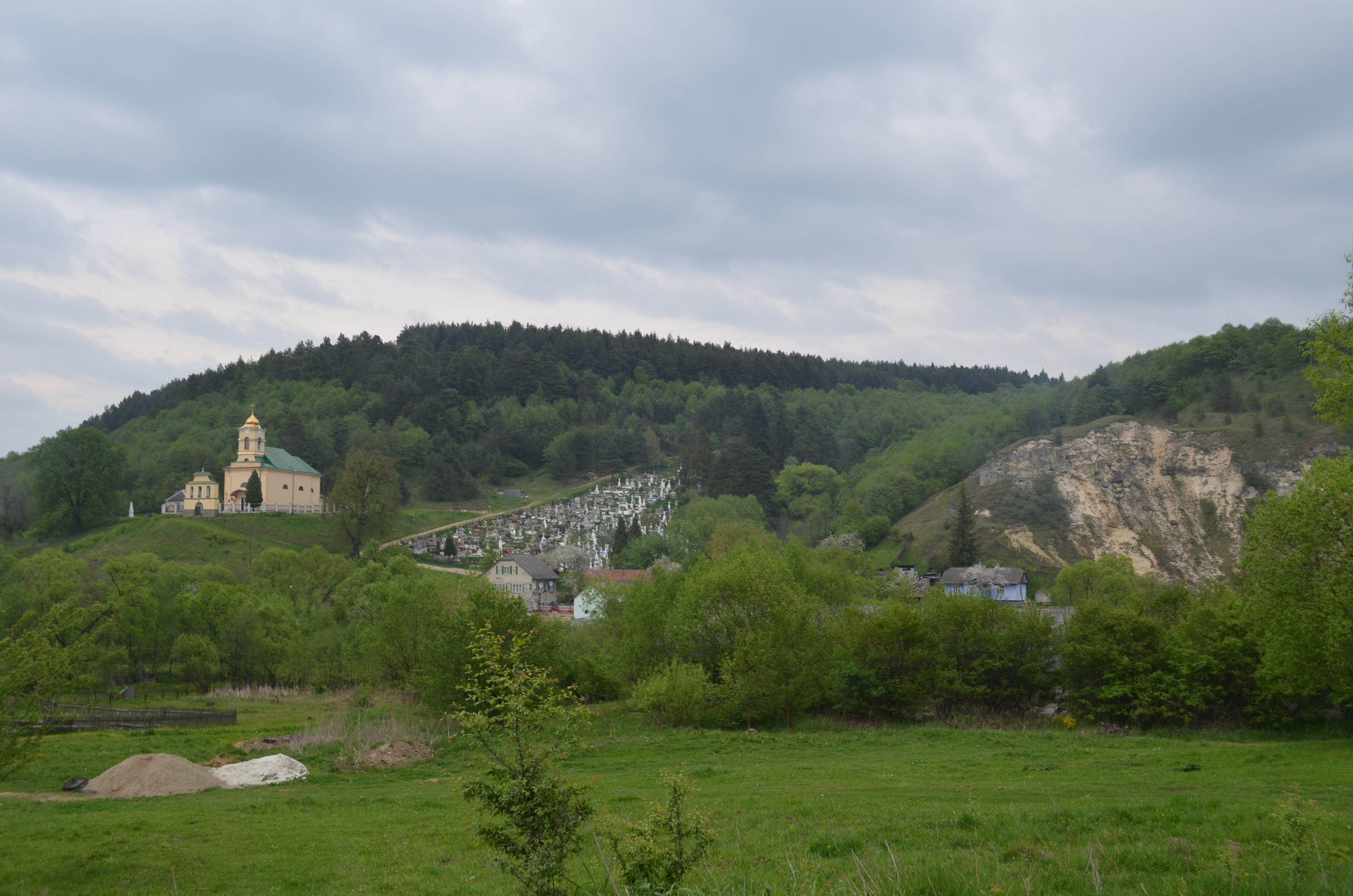
Частина Стільського городища в селі Стільсько.

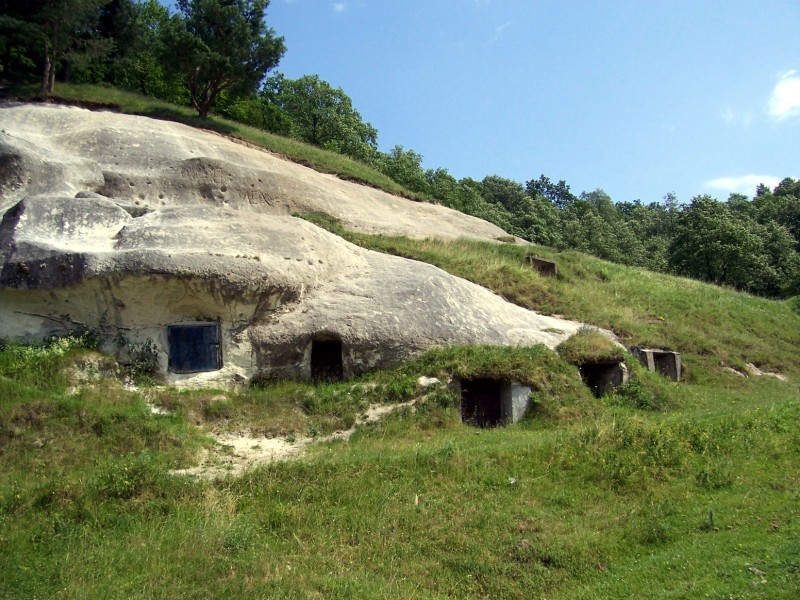
Залишки печер, село Дуброва.

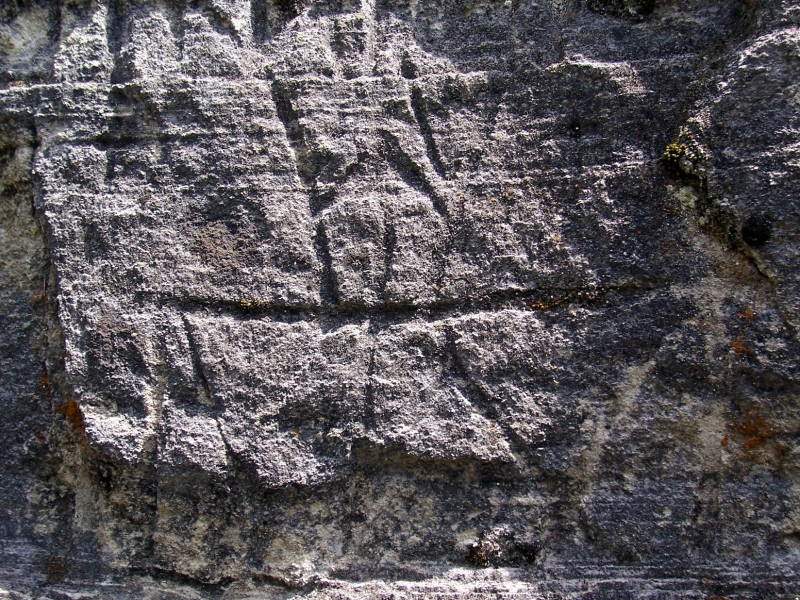
Петрогліф у язичницькому храмі.

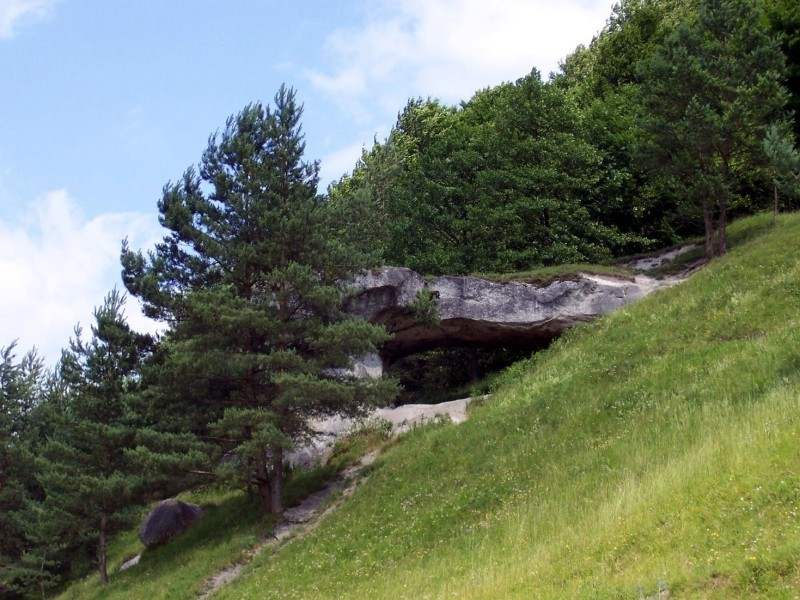
Храм Сонця (скеля Дірявець), село Дуброва.

49°32′ пн. ш. 24°04′ сх. д. / 49.533° пн. ш. 24.067° сх. д.
Сті́льське городи́ще — середньовічне городище на території Галичини. Розташоване вздовж східних околиць сіл Стільсько, Дуброва та Ілів Миколаївського району Львівської області.
Засноване у VII столітті. Орієнтовний час розквіту — IX–X століття. В цей час місто населяло близько 45 тисяч мешканців. Відповідно до припущень дослідника Ореста Корчинського, до 993 року поселення могло бути столицею Білої Хорватії, пізніше — входило до Руської держави.
Остаточно занепало внаслідок воєнних дій до XIV століття.

## Історія
Наприкінці I тисячоліття нової ери на просторах Наддністров'я існувала країна слов'ян, відома як Велика або Біла Хорватія. Хоча імператор Візантії Костянтин Багрянородний в X столітті у своїй книзі «Про управління імперією», розташовує Білу Хорватію на території сучасного прикордоння Чехії та Польщі, окремі дослідники продовжують ототожнювати білих хорватів із великими хорватами, та розташовують їх у Північному Прикарпатті. Тут мешкали племена західних требовлян та поборан (бобрян), які у IX ст. увійшли до Великоморавського князівства. З початком занепаду останнього було утворено західнотребовлянське князівство зі столицею в Стільське. Відоме як Звенигородське (Стольське) князівство.
Хорватів також згадують у «Повісті минулих літ»: спочатку в недатованій його частині, в числі інших слов'янських племен; вдруге — 907 року як учасників військового походу київського князя Олега на Візантію; втретє — 993 року у зв'язку із походом на хорватів князя київського Володимира Святославича.
За деякими даними, у ватиканських архівах збереглися короткі грекомовні записи, зроблені не пізніше 1328–1331 років, в яких повідомляється, що між містами Галичем і Володимиром є містечко Стольско — резиденція Галицької митрополії.
Давнє місто складалося з укріплень дитинця (головна фортеця міста, де жив князь із військовою дружиною) та передмістя, розташованого з півночі, півдня та сходу. Вся ця територія була оточена земляними оборонними стінами, довжиною 10 км, та вежами, які височіли на поверхні потужних земляних валів.
Про масштабність міста говорять і місцеві топоніми та назви урочищ, балок, скель та лісів, якими здавна користувалися місцеві жителі. Наприклад, Золоті Ворота, Залізна Брама, Княжа Криниця, Коморище, Гребля, Вежа, Підкоморище.

## Дослідження
З початку 1980-х років XX століття Верхньодністрянською археологічною експедицією Національної академії наук України під керівництвом Ореста Корчинського були започатковані дослідження пам'яток північних хорватів у Верхньому Подністров'ї. В числі виявлених — історико-культурний комплекс з центром-городищем IX–XI ст. у селі Стільському. Він охоплює велику площу Бібрсько-Стільської височини (частина Опілля).
У результаті археологічних досліджень було встановлено, що на плато над сучасним селом у IX — на початку XI ст. існувало велике місто, площа якого сягала 250 га, а довжина оборонних стін — близько 10 км. На це вказують потужні земляні вали, оточені ровами та штучно споруджені тераси, що кількома рядами йшли навколо давнього ґраду. Висота укріплень, побудованих за зразком Змієвих Валів, становила від 7 до 10 метрів.
В одному із проїздів до міста було розкопано кам'яний брук, який за давнім переказом називали «Білою дорогою». За переказами, під городищем глибоко під землею розташовувалось підземне місто. Згаданий дослідник стверджує наявність тут підземних лабіринтів, можливо, рукотворного походження. Навколо дитинця було укріплене передмістя, де розкопано кілька десятків житлово-господарських та ремісничих об'єктів, садиби окремих заможних містян. На долівках зруйнованих вогнем жител були виявлені рештки печей-кам'янок, зібрані численні зразки кружального і ліпного посуду, предмети повсякденного вжитку, зброя. У найближчих околицях міста археологи дослідили густу мережу поселень, культових місць та некрополів. Давнє місто було з'єднане з Дністром водним шляхом завдовжки 11 км, спорудженим ще у IX ст. на річці Колодниці.
Осередки язичницького культу були виявлені і досліджені археологами на околицях Стільська і в сусідніх селах: Дуброва, Ілів, Велика Воля та поблизу міста Миколаєва. На окремих із них досліджувалися капища і жертовні ями, в яких були виявлені рештки жертвопринесень.

### Сучасність
У 2001 році Стільське городище внесли до Державного реєстру нерухомих пам'яток України, 2003-го Верховна Рада постановила вивчити питання «щодо створення на території городища державного історико-культурного заповідника», й тоді ж уряд зобов'язав Львівську облдержадміністрацію підготувати та подати до Кабміну на затвердження необхідну документацію. Усупереч міжнародному визнанню унікальної пам'ятки давньоруської історії та культури вимоги і постанови не було виконано, наукові дослідження припинено, як наслідок історичне середовище Стільського городища руйнується. 15 вересня 2015 року Львівська обласна рада проголосувала за створення історико-культурного заповідника «Стільське городище». Поточно включене до пам'ятки археології національного значення «Городище» згідно з реєстровим № 130019-Н.
У 2015 році відбувались спроби будівництва озера. У квітні-травні 2020 року проводились незаконні будівельні роботи з метою встановлення гіпсової фігури «Матінки Божої». Роботи проводились без жодних дозвільних документів. Місцева ОТГ та органи, які відповідальні за збереження історичної спадщини не реагують на руйнування Стільського Городища. Такі роботи спотворили унікальний вигляд середньовічного городища VIII–X століття.